# البلينا (مركز)
مركز البلينا، مركز إداري مصري. يقع في محافظة سوهاج الواقعة في جمهورية مصر العربية. القاعدة الإدارية للمركز هي مدينة البلينا.